# Libčany
Libčany (německy Liebtschan) jsou obec v okrese Hradec Králové v Královéhradeckém kraji. Leží deset kilometrů západně od Hradce Králové a pět kilometrů jihovýchodně od zámku Hrádek u Nechanic. Žije v nich 931 obyvatel. Malíř Mikoláš Aleš údajně tuto vesnici, díky její malebné poloze mezi lesy a ovocnými sady, nazval „Český Betlém“.

## Historie
Místo, na němž se obec rozkládá, bylo osídlené již v době předhistorické. Nejstarší písemný záznam o existenci Libčan je z roku 1073. Vesnice byla pod záštitou opatovického kláštera a je v jeho archivu uváděna daty 1251, 1352 a 1374. V letech 1541–1547 se Libčany staly majetkem města Hradec Králové. Po vzpouře proti Ferdinandu I. ale Hradec Libčany kvůli konfiskaci ztratil.

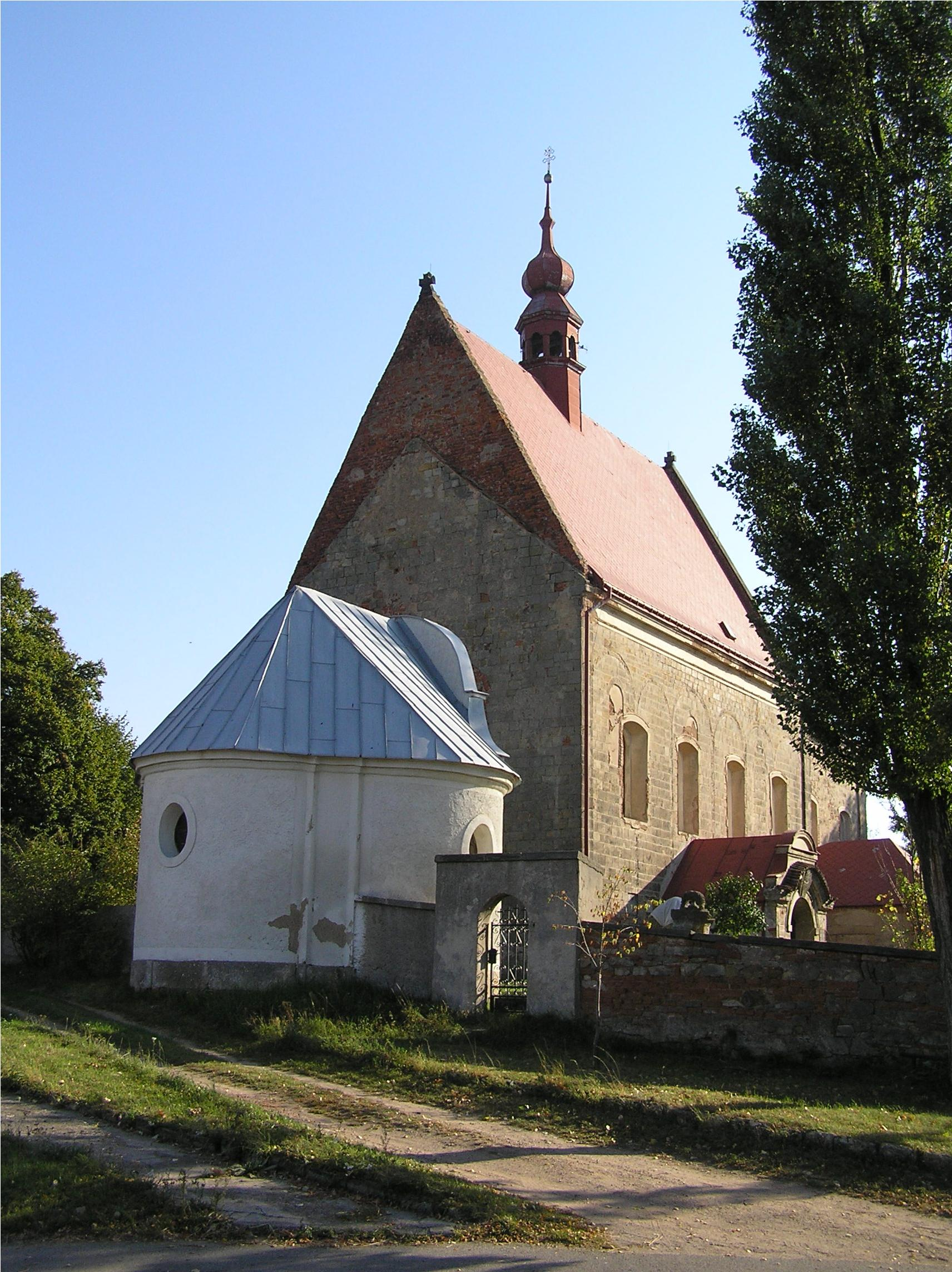
Kostel Nanebevzetí Panny Marie

Na místo městského hejtmana nastoupil císařský starosta Jindřich Nejedlý. Po něm to byli Strakové z Nedabylic, kteří vymřeli po přeslici. Od roku 1866 do roku 1929 zde vládli Harrachové. V roce 1775 vypukly v Libčanech selské rebelie. Vzbouřený lid zpustošil panský zámek jen proto, aby pomstil svůj dlouholetý útisk.
K Libčanům patří i významní rodáci jako např.: národní umělec a akademický malíř Vojtěch Sedláček, loutkář a loutkoherec Matěj Kopecký a výtvarník a učitel František Michálek (1896–1966).
Další významné osobnosti, které v Libčanech žily a působily, jsou: v letech 1852–1860 pokrokový lékař František Cyril Kampelík, známý propagátor venkovských záložen „kampeliček“. Napsal mnoho spisů často vydávaných pod pseudonymem „Libčanský“. V bývalém pivovaru stála kolébka akademika Zdeňka Wirtha (1878–1961), historika umění a předního pracovníka památkové péče. Několik let navštěvoval zdejší školu a žil zde u svých pěstounů Jaroslav Durych, který později vyrostl ve významného spisovatele. Svoji první učitelskou štaci zde prožil básník Rudolf Medek. Na libčanské škole působil většinu let svého života učitel a pozdější ředitel Josef Kozel – Halinecký, vynikající metodik, elementarista. Pro děti napsal mnoho básní, písniček a dramatických scének. Některé vlastní verše sám zhudebnil. Literární příspěvky uveřejňoval ve sborníku Královéhradecko, který po nějaký čas také redigoval. V letech 1930–1965 působil v Libčanech vlastenecký kněz Antonín Marek, který si získal pro svou vzácnou povahu a hrdé vlastenectví oblibu spoluobčanů, bez rozdílu politické a náboženské příslušnosti.
Kulturní život v Libčanech v minulosti významně ovlivňovala Újezdní beseda pod vedením Františka Michálka a divadelní spolek „Tyl“, který pod vedením Karla Morávka a Jiřího Paukerta sehrál mnoho významných a hodnotných představení. Divadla se hrála zejména v přírodě u „Libušiny studánky“ za hostování herců Národního divadla v Praze. Činnost tohoto souboru pokračovala s menšími přestávkami až do roku 1983.

### Pověst o založení Libčan
O původu Libčan se zachovala lidová pověst, vypravovaná od starých lidí. Vypravuje se takto: Slavný vévoda Břetislav I. (1037–1055) navštívil se svým synem Jaromírem Hradcem a vyjel si na lov do tmavých hvozdů, od nich jméno Hvozdnice. Spatřil divokého kance, pronásledoval jej a zabloudil. Tu slyší pískání jakéhosi ptáčníka jménem Libčana, jde k němu a dostává v jeho chatrči pohostinství a nocleh. Ráno provázen z hvozdů ptáčníkem, nalezl své služebnictvo, které ho hledalo. Ptáčník, když zjistil koho pohostil, padl na kolena. „Vstaň příteli“, pravil Břetislav, „vstaň, a buď ubezpečen, že jsi mi velké dobrodiní prokázal. Ten vrch, na němž tvé čihadlo stojí až dolů k údolí, celé široké okolí i s hvozdem, jest od té chvíle majetkem tvým i tvých dědiců.“ Z boudy ptáčníkovy stal se hrádek, kolem něhož vznikla osada, nazvaná po ptáčníkovi „Libčany“.

## Obyvatelstvo
| Rok            | 1869 | 1880 | 1890 | 1900 | 1910 | 1921 | 1930 | 1950 | 1961 | 1970 | 1980 | 1991 | 2001 | 2011 | 2021 |
| -------------- | ---- | ---- | ---- | ---- | ---- | ---- | ---- | ---- | ---- | ---- | ---- | ---- | ---- | ---- | ---- |
| Počet obyvatel | 706  | 717  | 725  | 686  | 701  | 654  | 738  | 604  | 605  | 552  | 612  | 743  | 776  | 844  | 868  |
| Počet domů     | 93   | 100  | 96   | 99   | 110  | 111  | 126  | 143  | 137  | 143  | 160  | 215  | 235  | 256  | 276  |

## Obecní správa

### Místní části
- Libčany
- Želí

Od 1. července 1985 do 31. prosince 1991 k obci patřily i Radíkovice a Radostov.

### Obecní symboly
Znak a vlajka byly obci uděleny rozhodnutím předsedy Poslanecké sněmovny Parlamentu České republiky dne 14. března 2002.

## Pamětihodnosti
- Původně románský Kostel Nanebevzetí Panny Marie pocházející z let okolo roku 1160. Při kostele náhrobek Jana Petra Straky z Nedobylic, zakladatele Strakovy akademie. Náhrobek je z dílny Matyáše Bernarda Brauna a je zakomponován do pilíře triumfálního oblouku.[8]
- Tvrziště - zahrada při čp. 93, s archeologickými stopami
- Mohylník - v zádušním lese, s archeologickými stopami
- Zámek - v sedmdesátých letech 20. století přestavěn na Základní školu. V zámecké zahradní zdi bývala Křížová cesta se čtrnácti výklenkovými kaplemi. Několik kaplí bylo při úpravách v devadesátých letech 20. století přeneseno k zámeckým schodům. Z areálu zámku zůstal šestiboký pavilonek.[9][10]

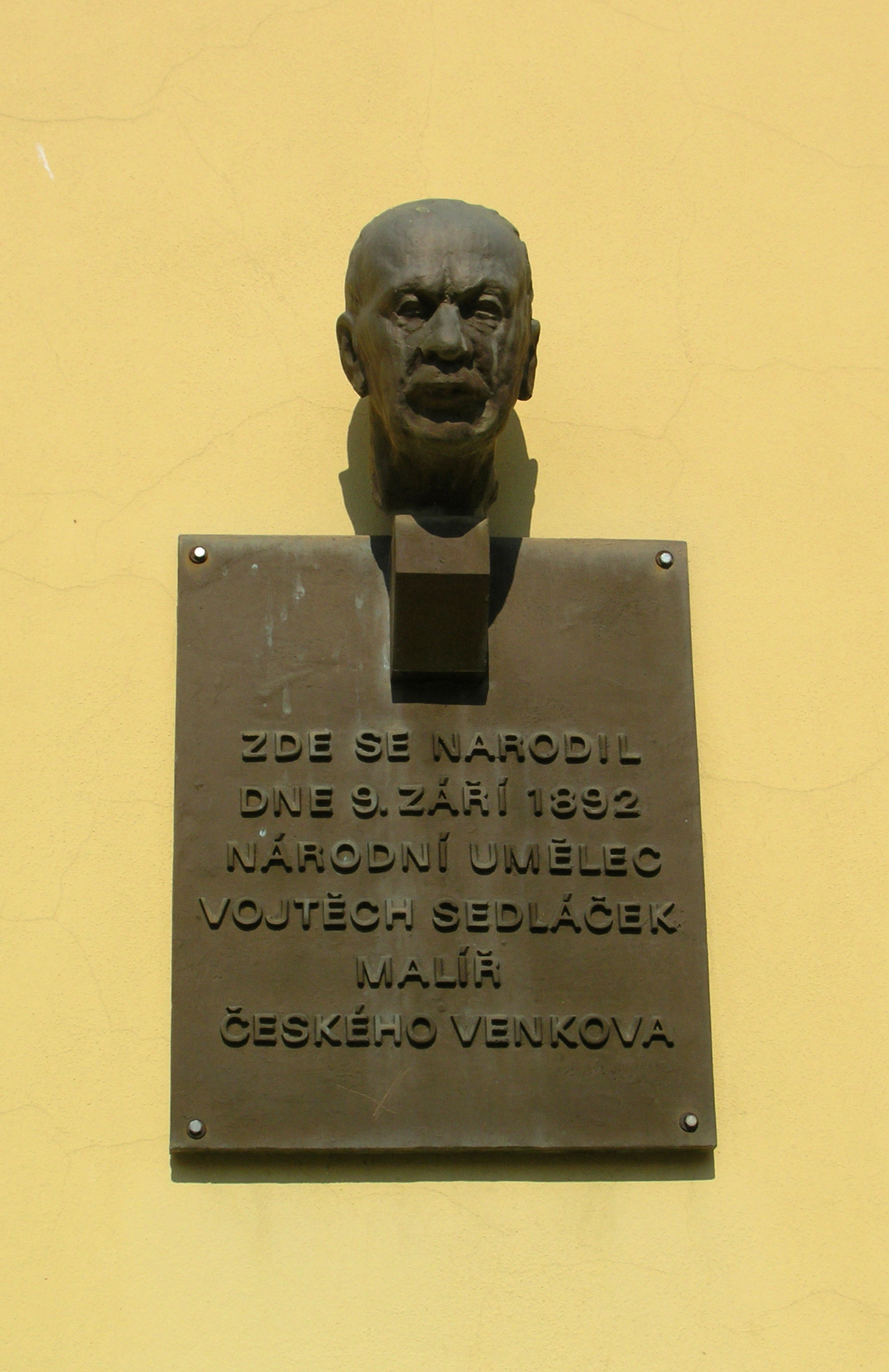
Pamětní deska Vojtěcha Sedláčka na jeho rodném domě

## Významné osobnosti
- Matěj Kopecký (1775–1847), zakladatel českého loutkářství
- Vojtěch Sedláček (1892–1973), grafik a malíř

## Kulturní zajímavosti
- Na počest Matěje Kopeckého je od roku 1974 pořádána každoročně o listopadových nedělích v libčanské obecní hospodě „Loutkářská přehlídka o cenu Matěje Kopeckého“, které se účastní loutkářské soubory Východočeského kraje. V pamětní síni na obecním úřadě je také loutkářský koutek, který přibližuje různá období českého loutkářství a rod loutkářů Kopeckých.
- Pamětní síň Vojtěcha Sedláčka otevřená v roce 1977 u příležitosti jeho nedožitých 85. narozenin

## Další fotografie

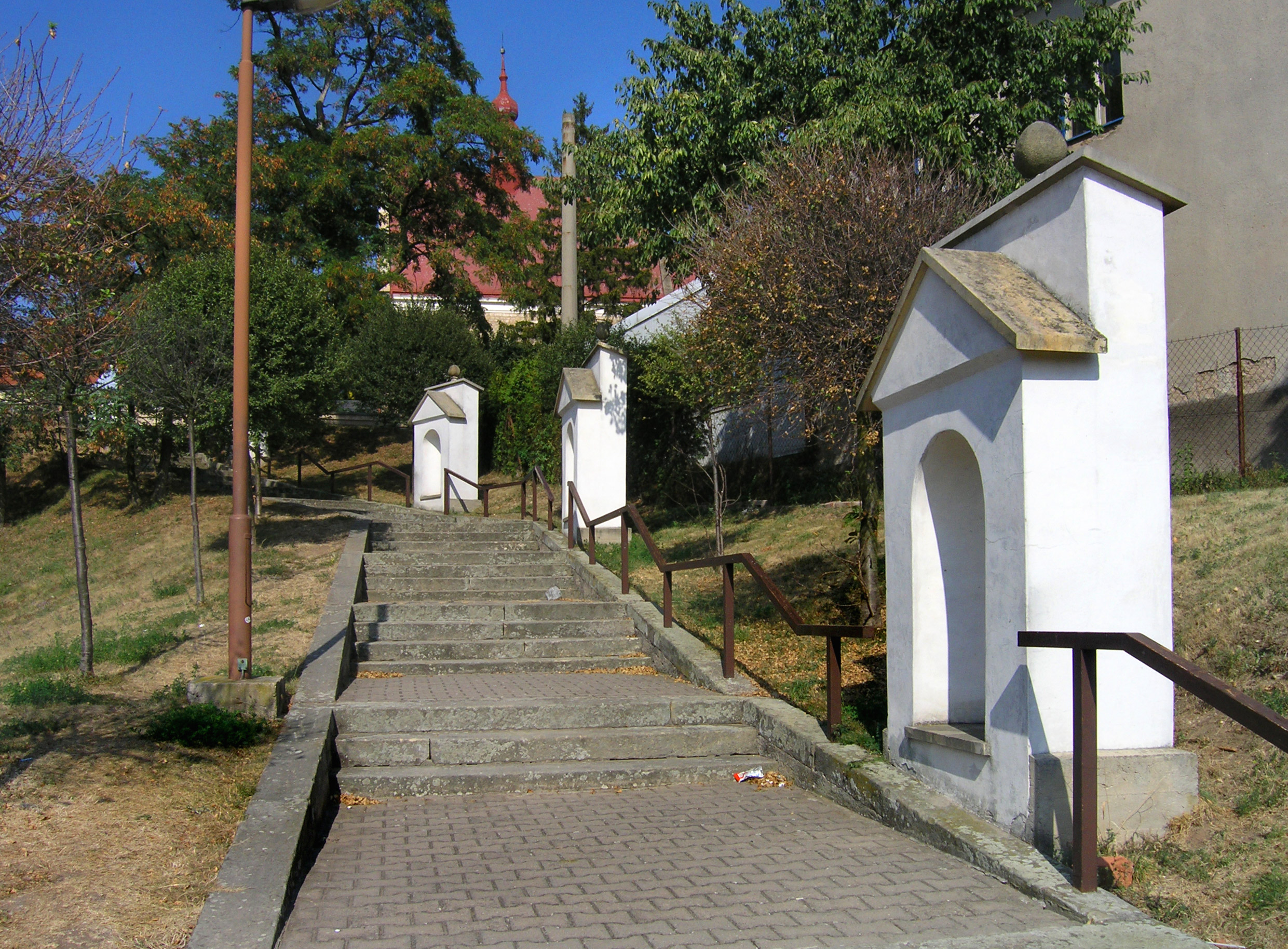
Libčany – výklenkové kapličky na cestě ke kostelu
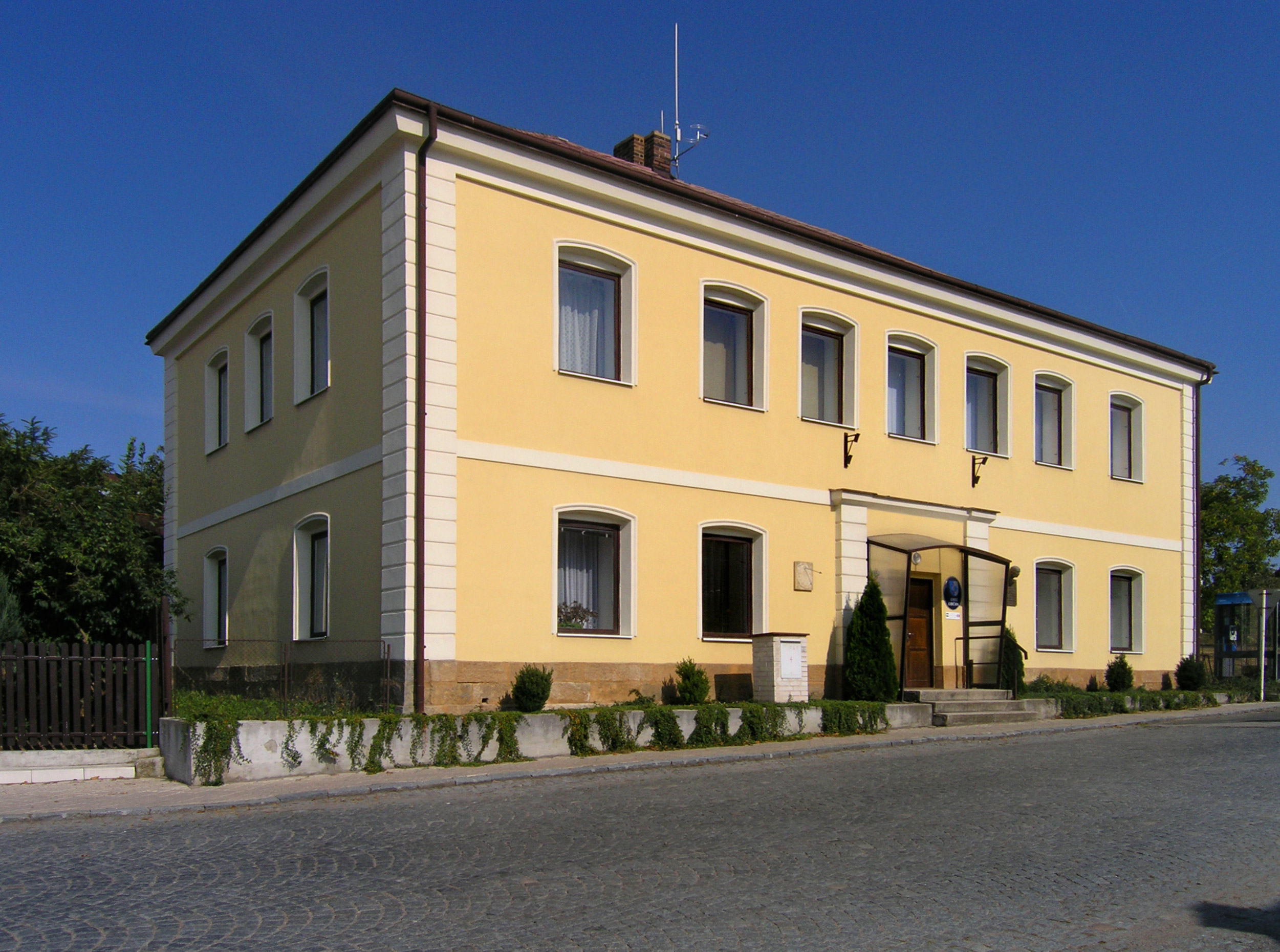
Obecní úřad, dříve škola
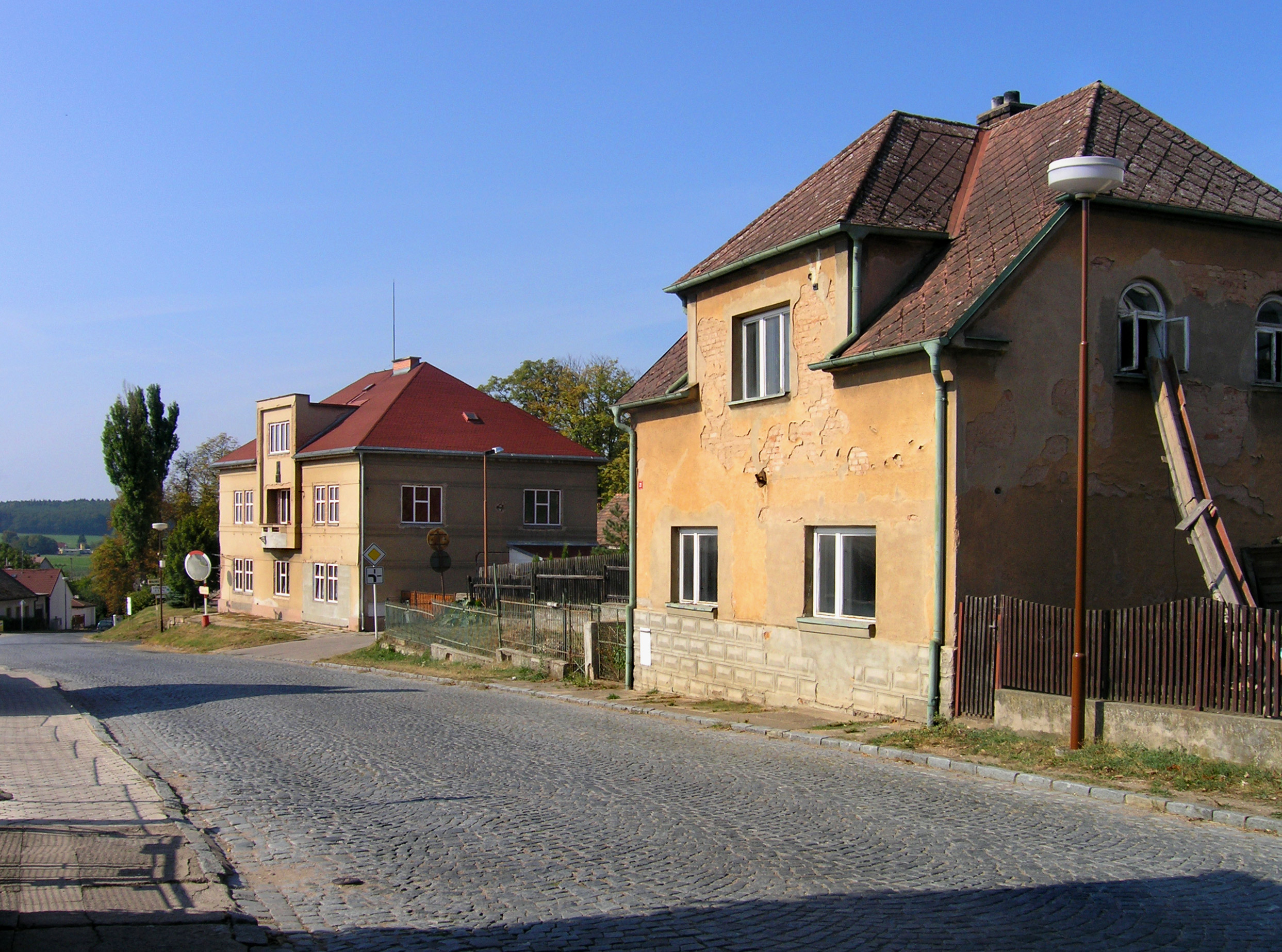
Hlavní silnice ve středu obce
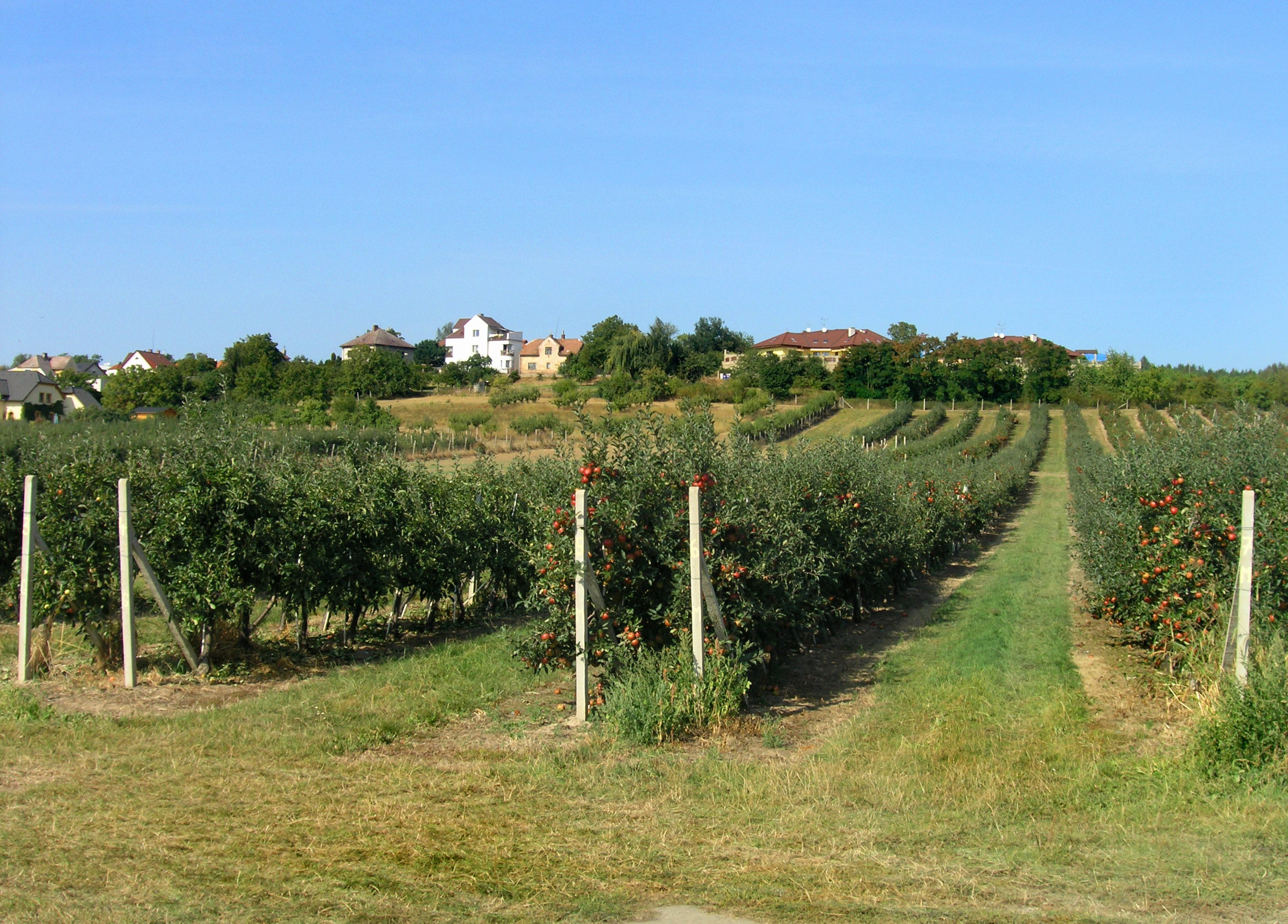
Ovocné sady jsou typické pro jižní okolí Libčan